# 贝特普朗
贝特普朗（法語：Betplan）是法国热尔省的一个市镇，属于米朗德区（Mirande）米埃朗县（Miélan）。该市镇总面积5.46平方公里，2009年时的人口为116人。

## 人口
贝特普朗人口变化图示